# 蔡淑儀
蔡淑儀（Helen Choy），曾任香港有線電視新聞中國組助理採訪主任。她1995年於香港中文大學畢業，先於香港電台電視部服務，同年加入香港有線新聞英文台。1997年1月，改任中文新聞台政治組記者，後來加入中國組。

## 記者生涯
蔡淑儀自1995年入職以來，曾參與多個重要及突發新聞的採訪工作，包括鄧小平逝世、香港主權移交、澳門主權移交、SARS事件、阿富汗戰爭、神六回航、北京奧運等。迎接2000年來臨時，她在現場直播的鏡頭下親身測試「千年蟲」有否阻礙用提款卡提取櫃員機款項，成功後得到現場市民拍掌歡呼。
除此之外，她亦是有線新聞首位駐北京記者，當年負責建造有線電視駐北京記者站。到了現在，駐北京記者由各中國組記者輪流擔任，她亦有與其他中國組記者繼續負責採訪工作。
蔡淑儀亦有參與財經資訊台節目神州穿梭的製作，搜羅有關中國內地的人與事。
蔡淑儀於2006年與鄧美玲、胡力漢、吳曉東、呂秉權、黃淑玲合著《神州穿梭記者眼》和2009年與中國組記者合著《穿梭背後》，寫下她的採訪經歷及心得。如採訪時遇到的困難、阻撓，駐北京記者站興建的經過等。
2007年，她代表有線新聞出席「新聞最前線」論壇，講述了她對採訪內地新聞的看法及展望。11月24日出席了與明報合辦的「傳媒與國情教育」講座，講解傳媒與國情的關係。2011年她離開了有線電視，而她轉職到新城廣播新聞部工作。半年後，她轉職到非政府組織，為「健康空氣行動」總監，其後重回有線新聞，任職中國組高級採訪主任。
2019年，以合約員工身份加入政府新聞處。